# Toni Pulu
Pour les articles homonymes, voir Pulu (homonymie).
Pas d'image ? Cliquez ici

a Compétitions nationales et continentales officielles uniquement.

b Matchs officiels uniquement.
Dernière mise à jour le 11 juillet 2024.
Toni Pulu, né le 28 novembre 1989 à Los Angeles (États-Unis), est un joueur de rugby à XV et de rugby à sept niuéen. Il évolue au poste d'ailier.  Il joue avec la franchise des Seawolves de Seattle en Major League Rugby depuis 2024.

## Biographie
Toni Pulu est né à Los Angeles aux États-Unis, mais émigre avec sa famille en Nouvelle-Zélande à l'âge de trois ans. Il grandit à Auckland, et il est éduqué à la Dilworth School (en). Grâce à sa mère, il possède un passeport australien. Il est également originaire des Tonga, ainsi que des nations insulaires de Niue et des Îles Cook.

## Carrière

### En club
Après avoir terminé le lycée, Toni Pulu joue dans un premier temps avec le club amateur du Bombay RFC dans le championnat de la Counties Manukau Rugby Union. 
Repéré grâce à ses performances en club, il est retenu dans l'effectif de la province des Counties Manukau pour disputer la saison 2012 de NPC (championnat des provinces néo-zélandaises). Il joue son premier match au niveau professionnel le 26 août 2012, lors du match d'ouverture contre Southland. Il joue onze rencontres lors de sa première saison, et participe comme titulaire à la finale du Championship (deuxième division du NPC), que son équipe remporte face à Otago,.
À partir de 2013, il joue aussi avec l'équipe Development (espoir) de la franchise des Chiefs.
En 2015, il est retenu dans l'effectif élargi des Chiefs pour disputer le Super Rugby. Cependant, gêné par des blessures et devant une forte concurrence à son poste, il ne joue aucune rencontre. Son contrat est toutefois prolongé pour une saison supplémentaire. Il fait ses débuts le 26 mars 2016 face à la Western Force, marquant un essai à cette occasion,. Grâce à ses qualités de vitesse et de finisseur, il s'impose comme un joueur important de la franchise de Hamilton, et prolonge son contrat jusqu'en 2018,.
En août 2018, il annonce qu'il quitte les Chiefs pour rejoindre la franchise australienne des Brumbies pour un contrat de deux saisons,. Il joue son premier match sous ses nouvelles couleurs le 15 février 2019 contre les Melbourne Rebels. Malgré une blessure au visage l'ayant écarté des terrains pendant deux mois, il dispute douze rencontres lors de sa première saison,. 
Plus tard en 2019, il est retenu dans l'effectif des Canberra Vikings pour disputer le NRC. Il inscrit cinq essais en six matchs au cours d'une saison qui voit les Vikings échouer en finale de la compétition,.
Sa saison 2020 avec les Brumbies est en revanche beaucoup plus difficile, puisqu'il se blesse au bout de deux matchs, et rate le reste de la saison, ainsi que l'intégralité du Super Rugby AU,.
Après ses deux saisons avec les Brumbies, il rejoint la Western Force à partir de la saison 2021. Il joue trois saisons avec cette équipe, qu'il quitte en 2023,.
À la suite de ses cinq saisons en Australie, il retourne jouer avec les Counties Manukau pour la saison 2023 de NPC.
Fin 2023, il décide de rejoindre son pays de naissance, et s'engage avec les Seawolves de Seattle pour la saison 2024 de Major League Rugby.

### En équipe nationale
En vertu de ses origines niuéenne, Toni Pulu joue avec la sélection de Niue à sept (en) entre 2009 et 2011. Avec cette sélection, il dispute notamment le tournoi de Wellington 2010 et celui de Gold Coast en 2011,.
En 2014, il est prouvé par World Rugby qu'il n'était en fait pas sélectionnable avec Niue, et que son appartenance à cette fédération est donc rendue caduque.
En 2018, le sélectionneur des Tonga Toutai Kefu déclare avoir l'intention de sélectionner Pulu, ce qui est possible en vertu de ses origines. Il intéresse également la sélection de son pays de naissance, les États-Unis.
En août 2018, il décide de privilégier l'opportunité de jouer pour l'Australie, pays dont il dispose de la nationalité, avec pour objectif de disputer la Coupe du monde 2019,. Au cours de l'année 2019, il participe à plusieurs camps d'entrainement des Wallabies,. Il ne connaît cependant aucune sélection, et n'est pas retenu pour disputer la Coupe du monde.
Il participe à nouveau à un camp d'entraînement des Wallabies en 2022, mais cela ne débouche toujours pas sur une sélection.

## Palmarès

### En club
- Vainqueur du NPC Championship en 2012 avec les Counties Manukau.
- Finaliste du NRC en 2019 avec les Canberra Vikings.